# Gentil Telles
Gentil Telles (Blumenau, 14 de fevereiro de 1926 – 4 de fevereiro de 1996) foi um advogado e político brasileiro.
Filho de Procópio Telles e de Antônia Telles. Casou duas vezes, o primeiro matrimônio com Líbia Fernandes Alencar, e o segundo com Maria de Lourdes Telles, e em ambos tiveram filhos.
Foi candidato a deputado estadual para a Assembleia Legislativa de Santa Catarina pelo Partido Trabalhista Brasileiro (PTB) nas eleições de 1958. Obteve 2.835 votos, ficou suplente e foi convocado para a 4ª Legislatura (1959-1963). Pela mesma legenda tentou a reeleição em 1962, recebeu 2.699 votos, ficou na suplência e não foi convocado.